# Hebe (Schiff, 1905)
Die Hebe war ein Schaufelraddampfer der Ersten Donau-Dampfschiffahrtsgesellschaft. Sie war das letzte Schiff mit oszillierender Dampfmaschine, welches für die DDSG gebaut wurde.

## Geschichte
Die Hebe wurde auf der DDSG-eigenen Schiffswerft Óbuda gebaut und 1905 in Dienst gestellt. Trotz der damals schon nicht mehr zeitgemäßen Maschine war sie ein modern ausgestattetes Schiff. Markant war damals die Bugzier im Jugendstil. Ein Bugruder sorgte für gute Manövriereigenschaften.
Im Ersten Weltkrieg diente das Schiff als Kommandoschiff der k.u.k. Donauflottille und war zu diesem Zweck zeitweise mit einer Funkanlage ausgerüstet worden, ebenso diente der Dampfer als Lazarettschiff auf der unteren Donau. Die dramatische Evakuierung der österreichischen Einheiten gegen Kriegsende, darunter auch die Hebe, verarbeitete der Autor Adelbert Muhr in seiner Romantrilogie Das Lied der Donau.
1953 wurde die Hebe auf der Schiffswerft Korneuburg umfassend modernisiert und mit neuen Aufbauten aus Leichtmetall versehen, ebenso wurden die Kessel auf Ölfeuerung umgestellt. Das Schiff erfreute sich weiterhin großer Beliebtheit und galt als das Ausflugsschiff der Wiener. Besonders beliebt waren die abendlichen Rundfahrten am Wiener Donaukanal und Ausflüge nach Hainburg. Das Schiff fuhr aber auch regelmäßig im Ausflugsdienst in der Wachau und auf der Strecke Linz – Passau. 1955 war das Schiff im Film Sissi von Ernst Marischka zu sehen.
Die Hebe absolvierte ihre letzte reguläre Fahrt Ende August 1969 in der Wachau. Sie blieb noch bis zum 30. April 1970 im Flottenstand der DDSG und wurde anschließend ausgeschieden und aufgelegt. 1973 kaufte der Yachtclub Vindobona das Schiff und nutzte es als Clublokal im Hafen Freudenau. Mangels ausreichender finanzieller Mittel verfiel der Dampfer jedoch zunehmend. 1978 wurde die Hebe an einen Reeder nach Griechenland verkauft, der geplante Einsatz als Privatyacht oder Fährschiff scheiterte jedoch. Nach langer Aufliegezeit wurde der Dampfer 1986 in Eleusis verschrottet.

## Bilder

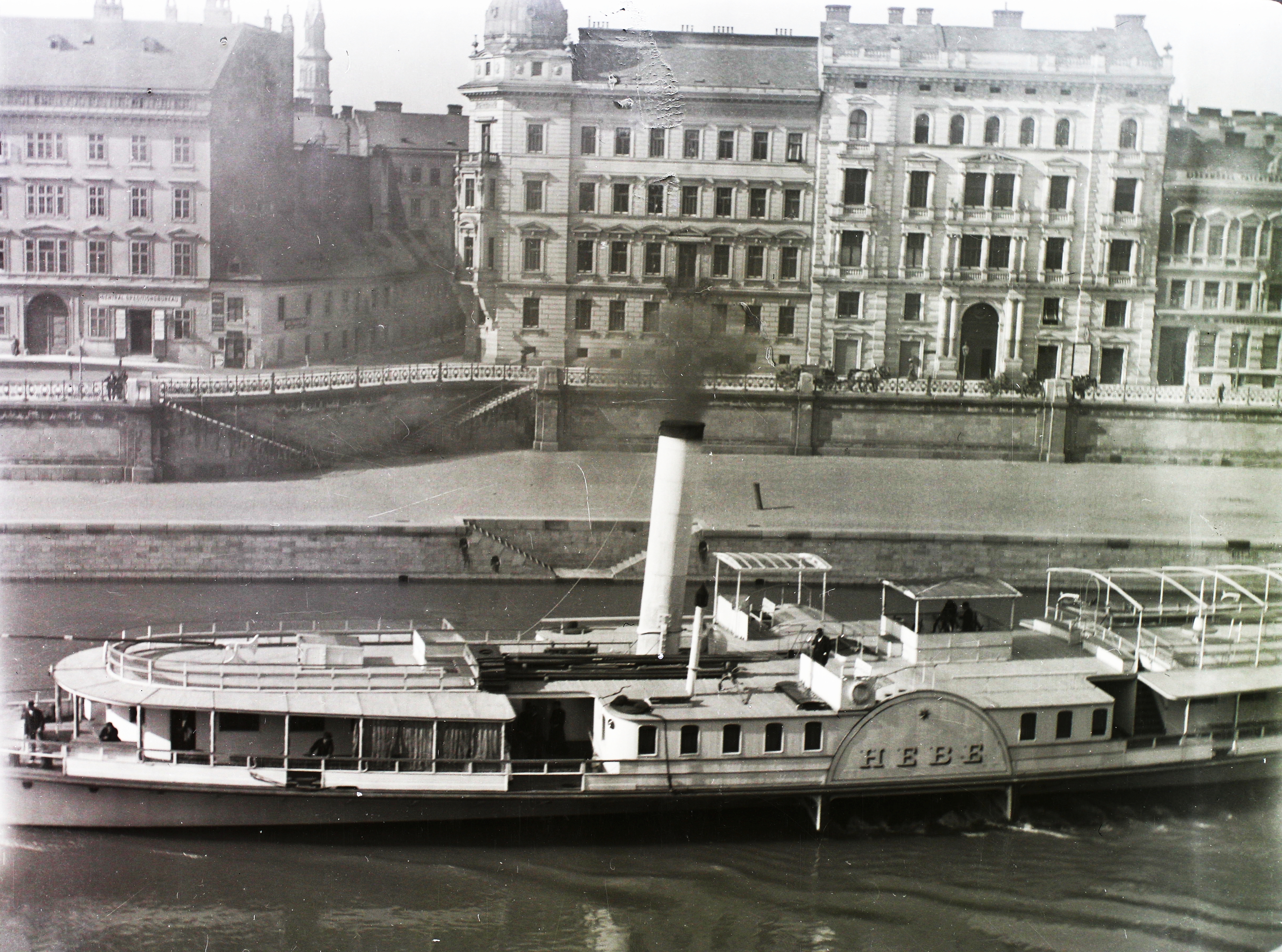
Im Wiener Donaukanal (1908)
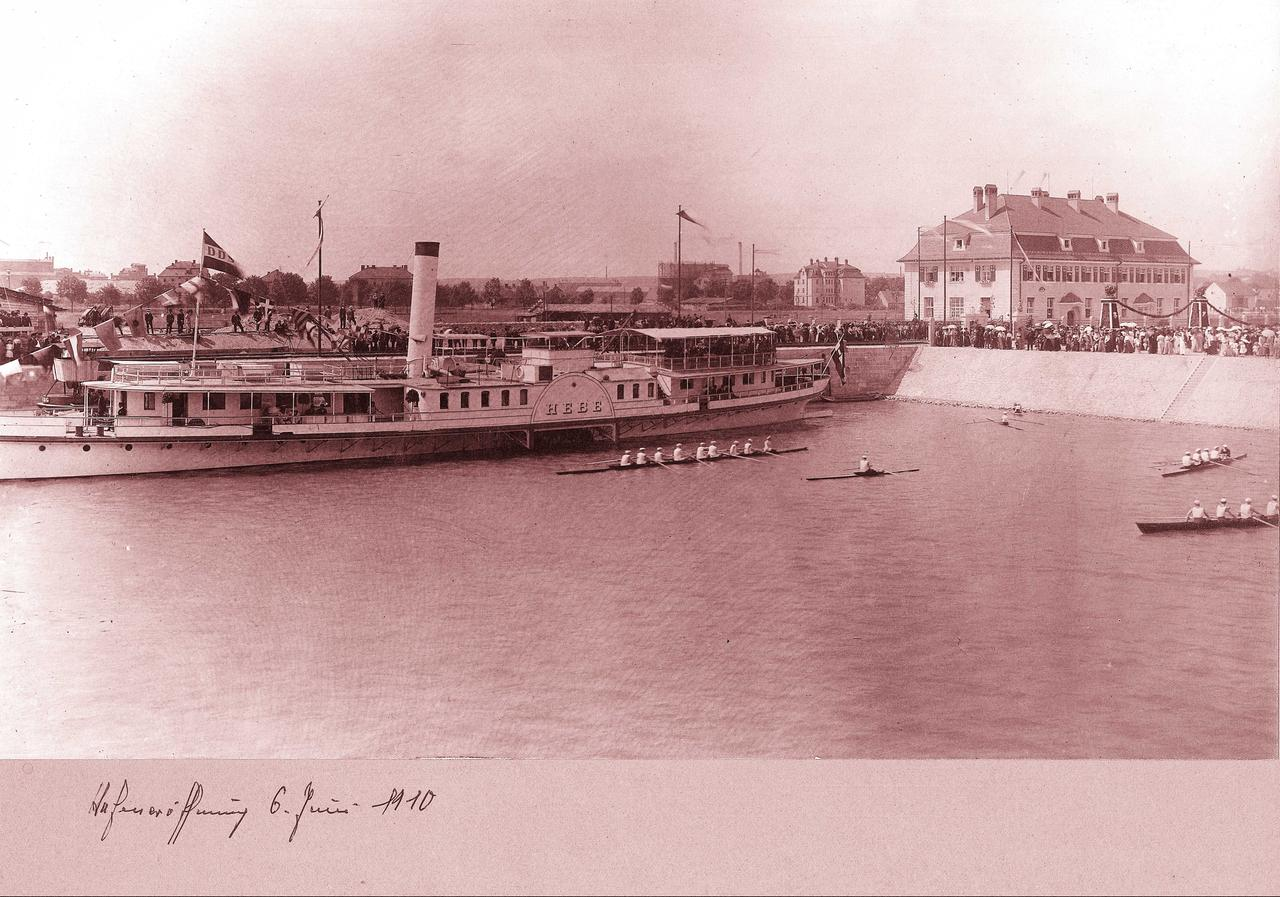
Bei der Eröffnung des Hafens Regensburg (1910)
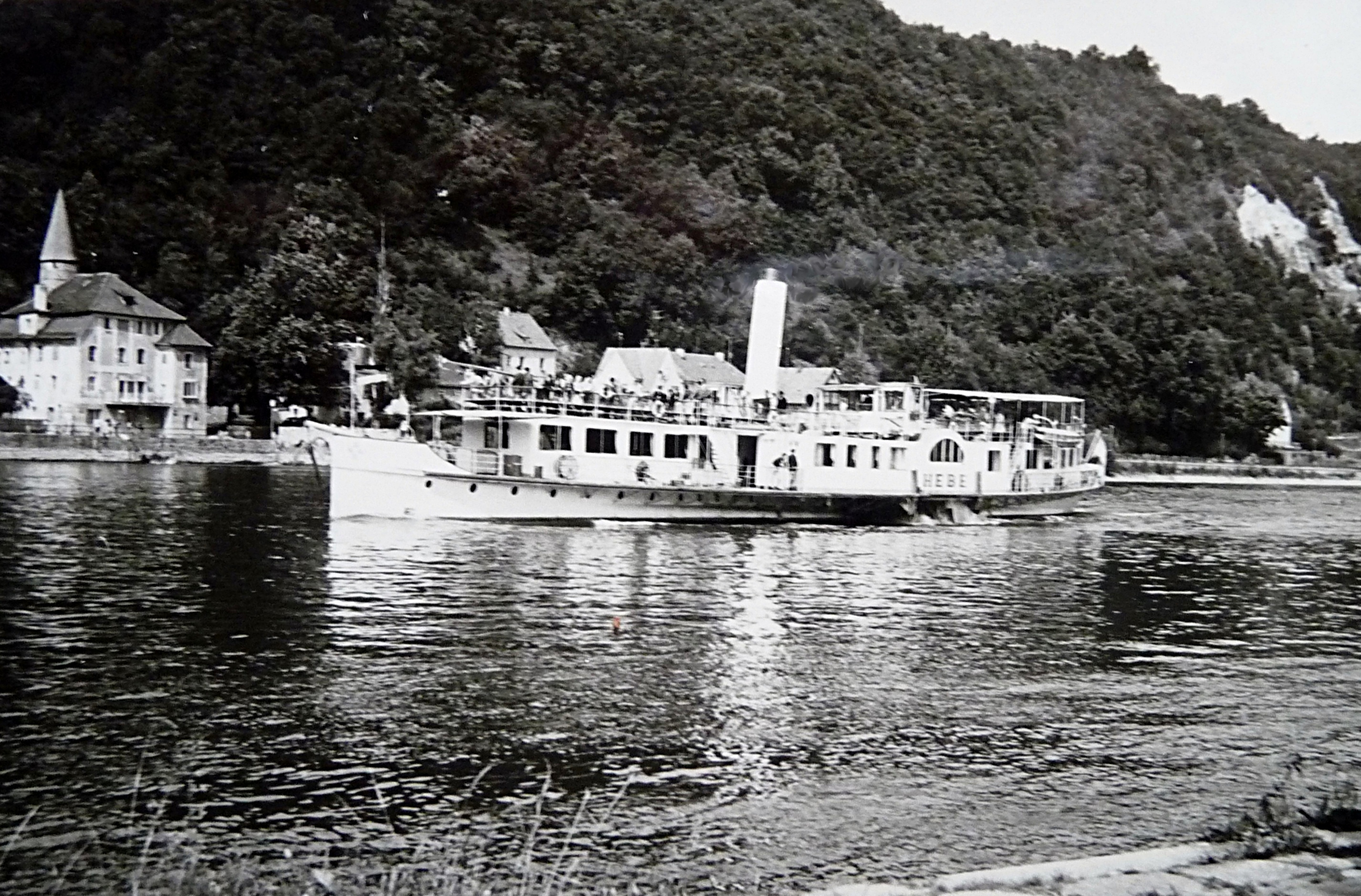
Die Hebe erreicht Passau (Juli 1962)
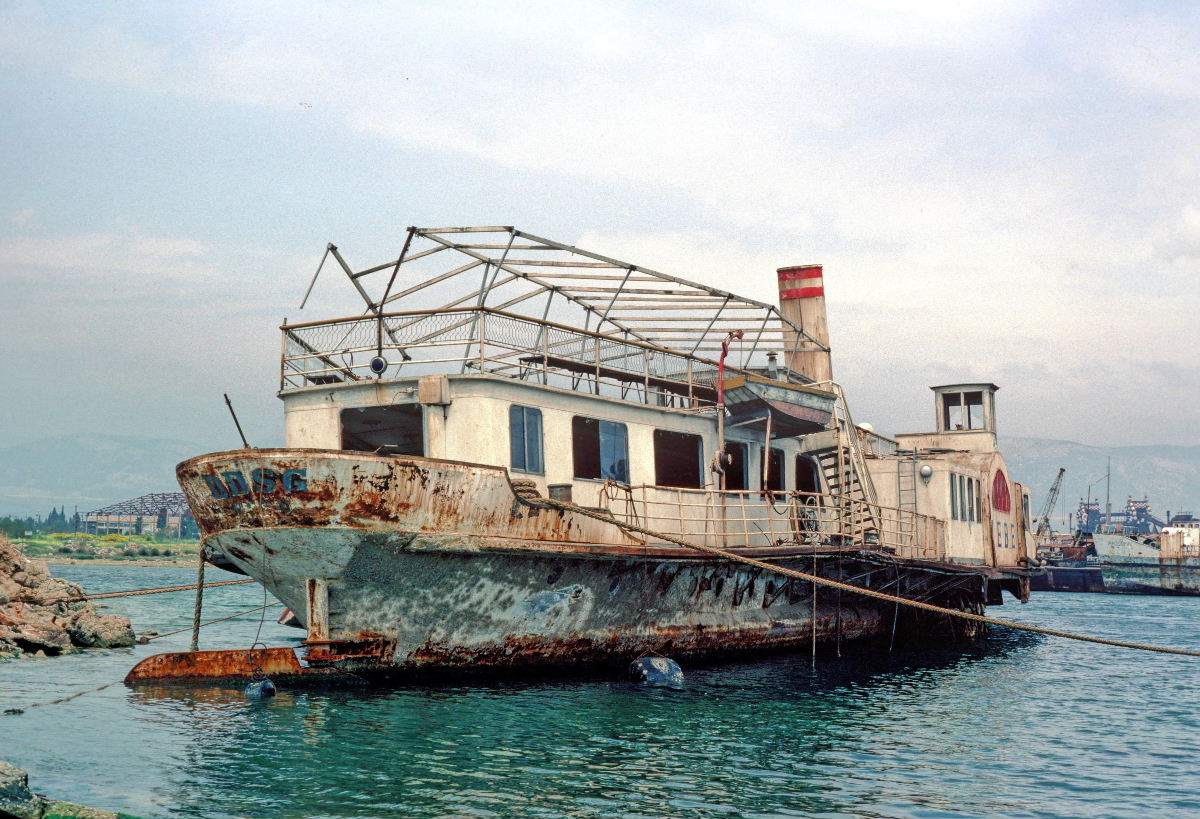
Hebe aufgelegt in Eleusis (1986)